# 2. općinska nogometna liga Virovitica 1979./80.
2. općinska nogometna liga Virovitica ("II. općinska nogometna liga Virovitica") za sezonu 1979./80. je bila liga osmog stupnja nogometnog prvenstva SFRJ. 
 
Sudjelovalo je 14 klubova u dvije skupine: 
 
- A skupina ("II. A općinska nogometna liga") – 8 klubova – prvak "Slaven" iz Detkovca 
    
- B skupina ("II. B općinska nogometna liga") – 6 klubova – prvak "Mladost" iz Naudovca

## A skupina
Također kao ("II. A općinska nogometna liga")

### Ljestvica
| mj. | klub                     | ut. | pob. | ner. | por. | gol+ | gol- | bod | bod- |
| --- | ------------------------ | --- | ---- | ---- | ---- | ---- | ---- | --- | ---- |
| 1.  | Slaven Detkovac          | 14  | 9    | 3    | 2    | 43   | 17   | 21  |      |
| 2.  | Graničar Majkovac        | 14  | 6    | 5    | 3    | 38   | 23   | 17  |      |
| 3.  | Napredak Rušani          | 14  | 6    | 4    | 4    | 39   | 30   | 16  |      |
| 4.  | Radnički Gaćište         | 14  | 6    | 2    | 6    | 32   | 34   | 14  |      |
| 5.  | Viržinija Brezovica      | 14  | 5    | 3    | 6    | 29   | 26   | 13  |      |
| 6.  | Budućnost Karađorđevo    | 14  | 4    | 2    | 7    | 26   | 32   | 10  |      |
| 7.  | Banija Sokolac Podravski | 14  | 4    | 1    | 9    | 27   | 57   | 9   |      |
| 8.  | Brana Bačevac            | 14  | 4    | 2    | 7    | 28   | 43   | 9   | -1   |

- Bačevac – pisao se i kao Baćevac
- Karađorđevo Gradinsko, također kao Karađorđevo – danas dio naselja Detkovac
- Majkovac, skraćeno za Majkovac Podravski – danas dio naselja Žlebina
- Sokolac Podravski, također kao Podravski Sokolac – tadašnji naziv za Vladimirovac

### Rezultatska križaljka
| kratica | klub                     | BAN | BRA | BUD | GRA | NAP | RAD | SLA | VIR |
| --- | ------------------------ | --- | --- | --- | --- | --- | --- | --- | --- |
| BAN | Banija Sokolac Podravski |     |     |     |     |     |     |     |     |
| BRA | Brana Bačevac            |     |     |     |     |     |     |     |     |
| BUD | Budućnost Karađorđevo    |     |     |     |     |     |     |     |     |
| GRA | Graničar Majkovac        |     |     |     |     |     |     |     |     |
| NAP | Napredak Rušani          |     |     |     |     |     |     |     |     |
| RAD | Radnički Gaćište         |     |     |     |     |     |     |     |     |
| SLA | Slaven Detkovac          |     |     |     |     |     |     |     |     |
| VIR | Viržinija Brezovica \|   |     |     |     |     |     |     |     |     |
| |                          |     |     |     |     |     |     |     |     |
| podebljan rezultat - utakmice od 1. do 7. kola (1. utakmica između klubova) rezultat normalne debljine - utakmice od 8. do 14. kola (2. utakmica između klubova) rezultat nakošen - nije vidljiv redoslijed odigravanja međusobnih utakmica iz dostupnih izvora rezultat smanjen * - iz dostupnih izvora nije uočljiv domaćin susreta prekrižen rezultat - poništena ili brisana utakmica p - utakmica prekinuta 3:0 p.f. / 0:3 p.f. - rezultat 3:0 bez borbe n.i. - nije igrano |                          |     |     |     |     |     |     |     |     |

 Izvori:

## B skupina
Također kao ("II. B općinska nogometna liga")

### Ljestvica
| mj. | klub                   | ut. | pob. | ner. | por. | gol+ | gol- | bod |
| --- | ---------------------- | --- | ---- | ---- | ---- | ---- | ---- | --- |
| 1.  | Mladost Naudovac       | 10  | 6    | 2    | 2    | 31   | 26   | 14  |
| 2.  | Graničar Okrugljača    | 10  | 5    | 2    | 3    | 29   | 21   | 12  |
| 3.  | Mladost Vukosavljevica | 10  | 5    | 1    | 4    | 21   | 21   | 11  |
| 4.  | Sloga Dugo Selo        | 10  | 4    | 1    | 5    | 30   | 30   | 9   |
| 5.  | Čelik Dijelka          | 10  | 3    | 3    | 4    | 22   | 25   | 9   |
| 6.  | Plavi Jugovo Polje     | 10  | 1    | 3    | 6    | 16   | 26   | 5   |

- Dijelka – danas dio naselja Veliko Polje
- Dugo Selo – skraćeno za Dugo Selo Lukačko

### Rezultatska križaljka
| kratica | klub                   | ČEL | GRA | MLAN | MLAV | PLA | SLO |
| --- | ---------------------- | --- | --- | ---- | ---- | --- | --- |
| ČEL | Čelik Dijelka          |     |     |      |      |     |     |
| GRA | Graničar Okrugljača    |     |     |      |      |     |     |
| MLAN | Mladost Naudovac       |     |     |      |      |     |     |
| MLAV | Mladost Vukosavljevica |     |     |      |      |     |     |
| PLA | Plavi Jugovo Polje     |     |     |      |      |     |     |
| SLO | Sloga Dugo Selo        |     |     |      |      |     |     |
| |                        |     |     |      |      |     |     |
| podebljan rezultat - utakmice od 1. do 5. kola (1. utakmica između klubova) rezultat normalne debljine - utakmice od 6. do 10. kola (2. utakmica između klubova) rezultat nakošen - nije vidljiv redoslijed odigravanja međusobnih utakmica iz dostupnih izvora rezultat smanjen * - iz dostupnih izvora nije uočljiv domaćin susreta prekrižen rezultat - poništena ili brisana utakmica p - utakmica prekinuta 3:0 p.f. / 0:3 p.f. - rezultat 3:0 bez borbe n.i. - nije igrano |                        |     |     |      |      |     |     |

 Izvori: